# Сигер, Пит
Пит Си́гер (англ. Pete Seeger; полное имя Пи́тер Си́гер (англ. Peter Seeger); 3 мая 1919, Нью-Йорк, США — 27 января 2014, там же) — американский фолк-певец, общественный активист. Сигер считается ключевой фигурой в возрождении народной музыки в США в середине XX века и в появлении музыки протеста. Племянник поэта Алана Сигера.

## Биография

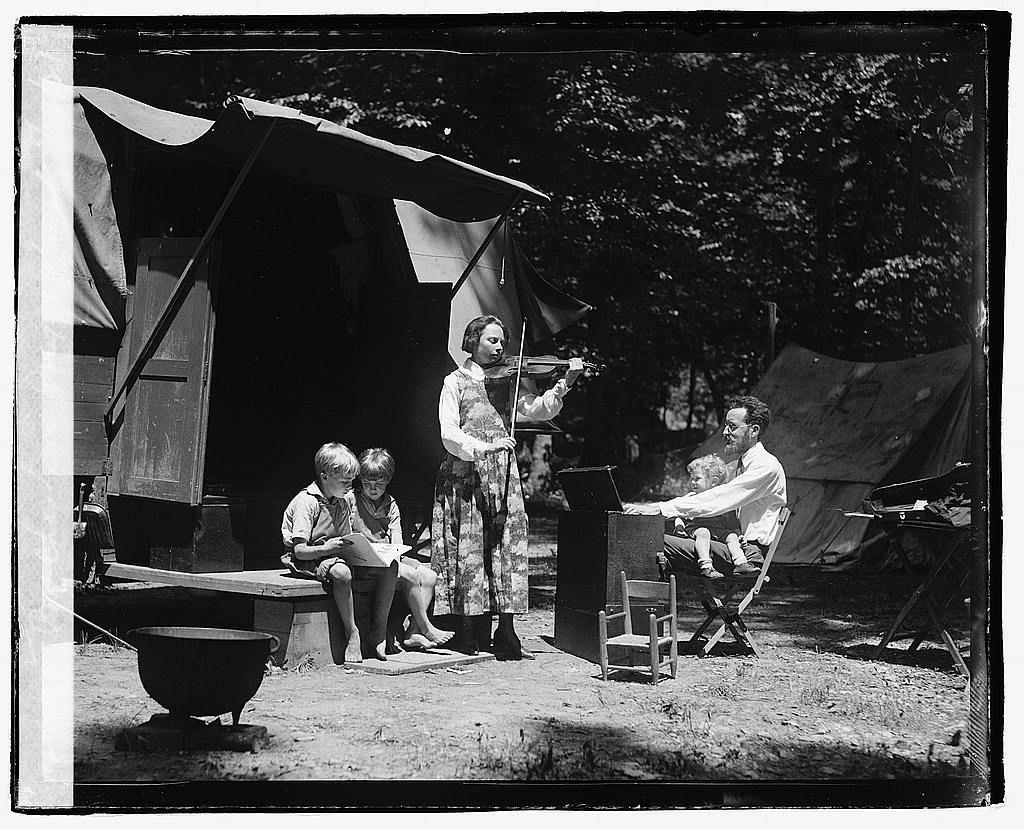
Семья Сигеров, 1921 год

Отец Пита Сигера Чарльз Луи Сигер был профессором Калифорнийского университета в Беркли, композитором, пацифистом и одним из основателей левой организации «Коллектив композиторов». Он в своё время сумел оценить тот радикальный потенциал, который может иметь фолк-музыка. Его мать, Констанс де Клайвер Эдсо, была виолончелисткой. Родители преподавали в Джульярдской школе. Они развелись, когда Питу было семь лет, и позднее отец его женился на своей ученице и ассистентке Рут Кроуфорд Сигер, которую сегодня называют «одним из самых важных модернистских композиторов XX века». Рут во многом сформировала музыкальные пристрастия юного Пита, а также его братьев.
В юности Пит был идеалистически настроенным и энергичным человеком. В 1939 году он устроился на работу в архив американского музыкального фольклора при Библиотеке Конгресса в Вашингтоне. В 1940 году он бросил учёбу в Гарварде и начал выступать на радио в качестве исполнителя народных песен. Тогда же известный исследователь фольклора Алан Ломэкс познакомил его с Вуди Гатри. Как говорил впоследствии сам Ломэкс: «Именно тот вечер и можно считать началом возрождения американского фолка». Вуди Гатри написал на своей гитаре: «Эта машина убивает фашистов». Пит Сигер, под впечатлением этой надписи, написал на своём банджо: «Эта машина окружает ненависть и заставляет её сдаться».
Его первая группа «Almanac Singers» распалась во время Второй мировой войны, когда стало известно, что её участники выступали на коммунистических митингах. Вернувшись в Америку после службы на Тихоокеанском флоте, Пит Сигер столкнулся с крахом ещё двух своих проектов — организации «Песни народа», группы «Поющая Америка» и президентской кампании Генри Уоллеса от Прогрессивной партии США.
В конце 1940-х и начале 1950-х годов Пит Сигер успешно выступал в составе группы «The Weavers», многие песни которой приобрели большую популярность, в частности, песня «Goodnight, Irene» в 1950 году возглавляла чарты 13 недель.

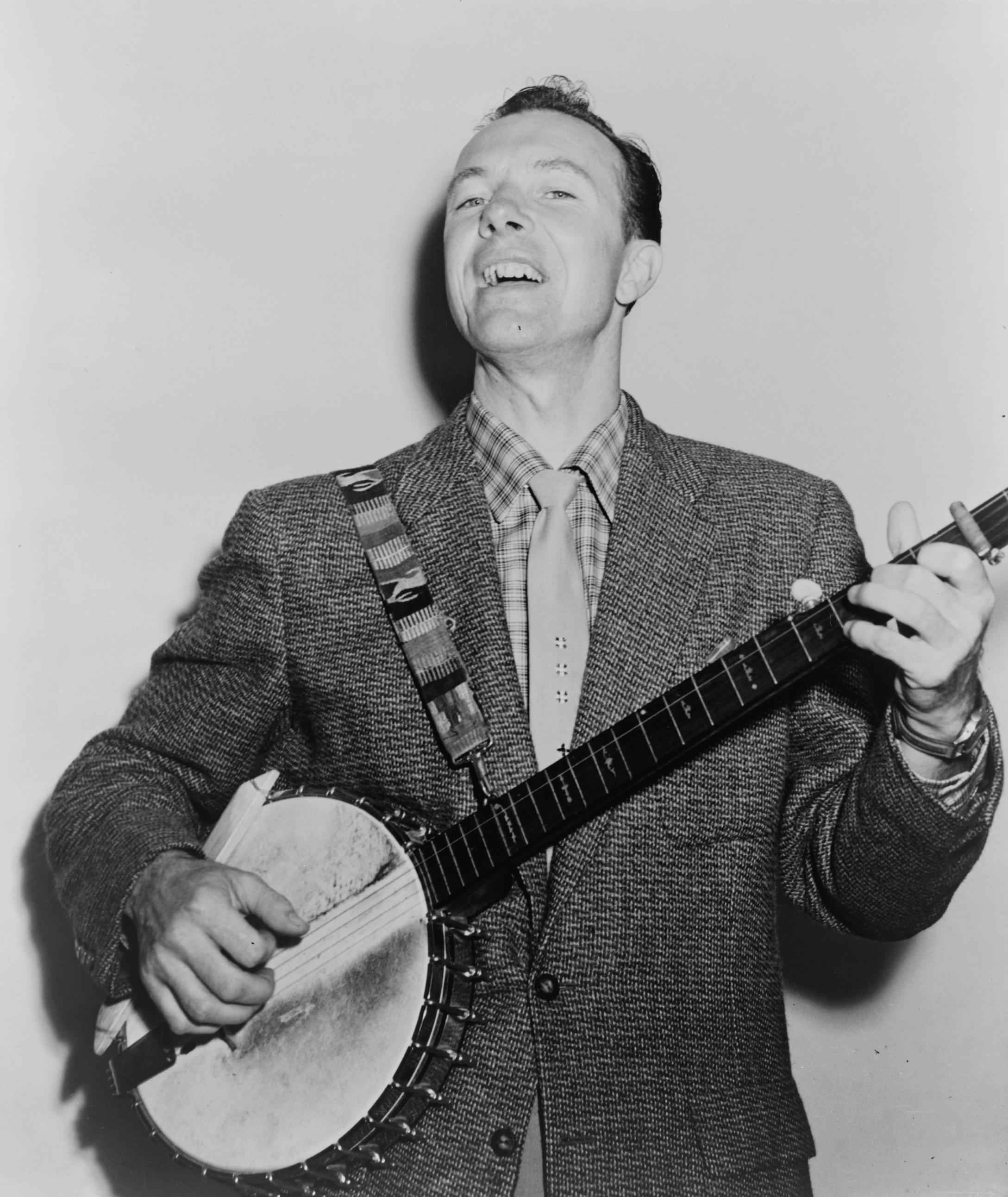
Пит Сигер в 1955 году

Взлёт популярности Пита Сигера в мейнстриме был пресечён набиравшей размах политикой маккартизма. Дело в том, что с 1942 года до 1949 года Сигер состоял в Коммунистической партии США. Затем он стал выступать против сталинизма, но по-прежнему придерживался левых убеждений. В 1952 году «The Weavers» распалась из-за маккартистской кампании.
В 1955 году Пита Сигера вызвали в Комиссию по расследованию антиамериканской деятельности, но он отказывался отвечать на вопросы, касающиеся его политических взглядов. В результате в 1956 году его обвинили в неуважении к Конгрессу США. В ожидании суда и вероятного тюремного заключения, Пит Сигер начал заниматься правозащитной деятельностью. Он предложил Мартину Лютеру Кингу использовать песню «We Shall Overcome» и советовал активистам-правозащитникам организовать собственную группу «The Freedom Singers». «Песня сопутствовала всем освободительным движениям в истории. Песни вновь утвердят вашу веру в будущее человечества» — писал Пит Сигер. B 1961 году его признали виновным и приговорили к году тюрьмы. Заключение длилось всего 4 часа, а затем Сигер был освобождён под залог. В 1962 году апелляционный суд пересмотрел дело и отменил приговор.
С конца 1950-х и особенно в 1960-х Пит Сигер снова стал появляться на сцене, исполняя песни на социальную, в том числе антивоенную, тематику. С этого времени он исполняет такие известные песни, как «Where Have All the Flowers Gone?», «If I Had a Hammer», «Turn! Turn! Turn!» и народную «We Shall Overcome», которая стала настоящим гимном движения за гражданские права чернокожих в США.
В 1961 году впервые выступил в Советском Союзе; концерт состоялся в зале им. Чайковского. 
Телеведущий Владимир Познер неоднократно в своих мемуарах «Прощание с иллюзиями» называет Пита Сигера своим другом и рассказывает, как принёс американцу бревно для его выступления в зале им. Чайковского:

Я помню его первый приезд в Москву в 1961 году. Ему предстоял концерт в Зале им. Чайковского, и среди песен, которые он собирался спеть, была одна о лесорубе. Для её исполнения требовалось, чтобы на сцене лежало здоровенное бревно: Пит выходил, брал в руки топор и во время пения разрубал бревно пополам. Зал им. Чайковского принимал на своей сцене знаменитейших исполнителей мира и конечно же имел богатейший реквизит… но бревна среди него не числилось. Пит сказал мне: «Слушай, Влад, мне нужно бревно. Представители Госконцерта считают, что я сбрендил, работники сцены только разводят руками». Я ответил: «Пит, не беспокойся. Тебе нужно бревно — ты его получишь».
И я отправился на поиски бревна. Нельзя сказать, чтобы на улицах Москвы бревна валялись в значительном количестве. Но в конце концов я нашел прекрасный экземпляр, хотя и великоватый. Я позвонил брату Павлу, и вдвоем мы отнесли бревно ко мне домой. Наступил день концерта, и москвичи, оказавшиеся в это время в районе Зала им. Чайковского, улицы Горького и площади Маяковского, стали свидетелями весьма странного зрелища: мимо шли два молодых человека, разодетые в пух и прах и несущие на плечах бревно. Затем эти двое вошли через служебный вход в Зал им. Чайковского, молча миновали опешившую дежурную, поднялись по лестнице, вышли на сцену и положили бревно. Самое интересное заключалось в том, что никто из невольных зрителей не произнес ни слова, хотя смотрели на нас с изумлением.

В 1964 году — гастроли в Крыму, на которых он был с женой и детьми. В репертуаре Сигера была песня на идише «Джанкой» времён попыток помещения еврейской бедноты на землю, в т.ч. в Лариндорфском районе около Джанкоя, во время поездки в Крым он посетил этот город и дал концерт, о чём написала заметку местная газета «Заря коммунизма». В 1965 году и в 1975 году выступает в актовом зале МГУ.

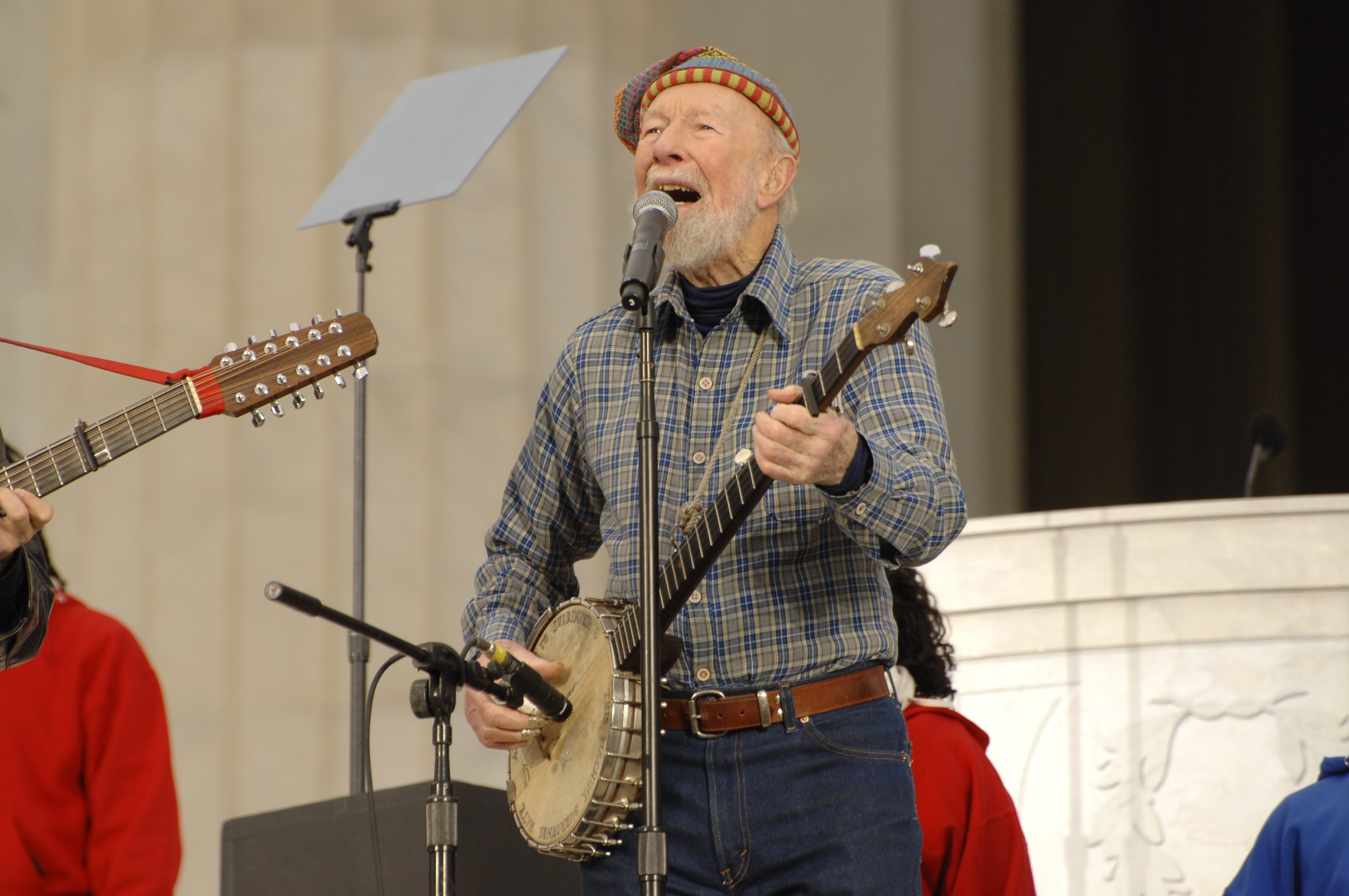
Пит Сигер выступает у мемориала Линкольну на концерте, посвящённом инаугурации Барака Обамы. 18 января 2009

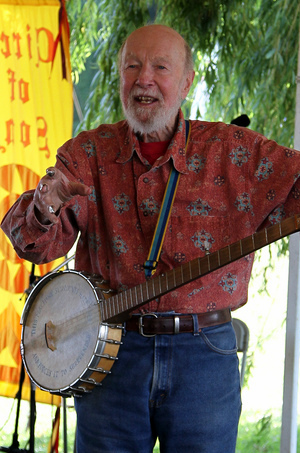
Пит Сигер в 2011 году

Сигер в 1995 году в интервью «Нью-Йорк Таймс», озаглавленном «Старый левак», сказал:

Я до сих пор считаю себя коммунистом. Коммунизм — это не то, что в России, так же, как христианство, это не то, что в церквах. Если б по какой-то причуде истории такой коммунизм был бы у нас в стране, меня первого бы бросили за решетку.

В 2000-е годы Сигер выступал против участия США в войне в Ираке.
В 2007 году из-за песни «The Big Joe Blues» произошёл скандал — Сигер назвал Сталина «жёстким деятелем», а СМИ требовали называть его тираном и диктатором. Пит Сигер тогда сказал:

Я, конечно, извиняюсь за то, что назвал Сталина «жестким деятелем», а не жестоким диктатором. Конечно, я о многом не говорю. Я не говорю о рабстве. Я не говорю о том, что белые американцы должны извиниться за то, что отобрали землю у индейцев и обращали в рабство африканцев. Европа могла бы извиниться за завоевания, которые она вела по всему миру. Монголия могла бы извиниться за Чингиз-хана. Но я все же считаю, что лучше смотреть вперед.

В 2009 году, когда Сигеру исполнилось 90 лет, в нью-йоркском Мэдисон-сквер-гардене состоялся юбилейный концерт в его честь. В нём приняли участие такие музыканты, как Брюс Спрингстин, Джоан Баэз, Дэйв Мэтьюс, Эдди Веддер и Эммилу Харрис. «Он похож на дедушку во фланелевой рубашке и странной шляпе. Но это такой дедушка, который вам задницу надерет» — представил своего учителя Спрингстин. Песня Сигера «This Land Is Your Land» закрывала праздничный концерт. «Когда я пожал руку Обаме, — вспоминал Пит, — тот сказал, что слушал мои записи с четырех лет. Мои пластинки Бараку ставила его мама». Также в 2009 году Пит Сигер и Джоан Баэз отправились в гастрольный тур. Новая встреча Пита и Джоан состоялась в уютном каминном зале яхт-клуба «Beacon Sloop Club» в пригороде Нью-Йорка. Сигер травил истории из жизни бывалого фолк-рокера, прикидывался глуховатым, однако затем взял в руки банджо и заставил зрителей разучивать новые песни вместе с ним. Баэз не отставала и вспомнила о том, как ей удалось выступить перед речью Мартина Лютера Кинга. На его глазах она нервно исполнила госпел-стандарт «Swing Low, Sweet Chariot» и едва не сгорела от стыда. «Кинг стоял как вкопанный, — со слезами вспоминала Баэз. — Но затем сказал: „Мне кажется, что я слышал, как поет ангел. Спой еще одну песню, Джоан“». Впрочем, Пит и Джоан живут не только прошлым. «Во время моего тура я заметно приободрилась, — говорит Баэз. — Победа Обамы вдохновила меня, и я все время повторяла: „Да, мы это сделали!“». «Вы представляете, она сказала мне, что больше незачем протестовать, — смеется Сигер. — Нет уж, моя дорогая. У нас с тобою все только начинается!».
В октябре 2011 года Пит Сигер принимал участие в марше «Захвати Уолл-стрит». Сигер был известен как активный защитник природы. Так, в 2013 году он попросил Владимира Путина освободить капитана принадлежащего «Greenpeace» судна «Arctic Sunrise» американца Питера Уилкокса, арестованного в России по делу о проникновении на нефтедобывающую платформу «Приразломная». «Я один из тысячи тех, кто считает, что вы должны отпустить капитана Питера Уиллкокса, чтобы он смог объяснить, почему они пытались забраться на нефтяную платформу», — сказал Сигер в письме. Питер Уилкокс знает Питера Сигера с детства. Капитан «Arctic Sunrise» рассказывал «Greenpeace», как Сигер учился у его отца управлять лодкой. В 1966 году Сигер основал экологическую организацию для защиты реки Гудзон. Тремя годами позже была построена лодка «Clearwater», которая курсировала по Гудзону и на которой Уилкокс работал капитаном.
Супруга Пита, Тоши Сигер, скончалась 9 июля 2013 года. Брак между ними был заключён в 1943 году. Вместе супруги воспитали троих детей.
28 января 2014 года Пит Сигер скончался во сне в возрасте 94 лет около 21:30 в пресвитерианской больнице в Нью-Йорке, где проживал последние годы. По словам внука Сигера Китамы Кахилл-Джексона, исполнитель последние шесть дней находился в больнице. Члены его семьи находились рядом. «Еще десять дней назад он рубил дрова», — вспоминает Кахилл-Джексон. Одним из первых сообщивших о смерти Сигера был его друг и соратник по политическим убеждениям Том Морелло, лидер группы Rage Against the Machine.
Корреспондент Guardian Дориан Лински в некрологе на смерть Пита Сигера отмечает, что:

Он до конца жизни оставался активистом и поддерживал множество общественных кампаний. Он протянул руку помощи огромному количеству музыкантов из разных стран мира. Даже в преклонном возрасте он продолжал исполнять песни, — в частности — на инаугурации Обамы и перед участниками движения «Захвати Уолл-стрит». И пусть голос у него в старости был дрожащим, в нем звучала вся история американских левых со времен рузвельтовского «Нового Курса». До конца дней своих он считал, что уходить на покой — это проявление унизительного эгоизма.

## Премии
Сигер неоднократно становился лауреатом премии «Грэмми». В частности, в 1993 году Американская академия звукозаписи отметила его почетной наградой за вклад в развитие музыки. В 1997 году Сигер получил «Грэмми» за альбом «Pete», в 2009 — за пластинку «At 89». Кроме того, в 2011 году запись «Tomorrow’s Children — Pete Seeger with the Rivertown Kids and Friends» была признана академией лучшим музыкальным альбомом для детей.